# Antun Macetti
Antun Macetti (u spisima Maczetto i Mazeto) (? – Zagreb, 1665.), zagrebački arhitekt 17. stoljeća. U razdoblju od 1641. do 1654. gradi kompleks isusovačkog kolegija na Gornjem gradu. Često je spominjan u gradskim dokumentima, a 1654. postao je građaninom grada Zagreba.
Godine 1660. s gradskom je upravom sklopio ugovor da na starim temeljima uz župnu crkvu sv. Marka izgradi novi zvonik. Nakon njegove smrti 1665. godine, izgradnju zvonika nastavlja njegov sin Bartol Macetti.